# Hoya ramosii
Hoya ramosii är en oleanderväxtart som beskrevs av Kloppenb. och Siar. Hoya ramosii ingår i släktet Hoya och familjen oleanderväxter. Inga underarter finns listade i Catalogue of Life.